# Strada europea E016
La strada europea E016 è una strada europea che collega Toqsan bi a Nur-Sultan in Kazakistan. Come si evince dalla numerazione, si tratta di una strada di classe B posta a est della E101.

## Percorso
La E016 è definita con i seguenti capisaldi di itinerario: "Toqsan bi - Žaksy - Atbasar - Nur-Sultan".